# メクレンブルク大公国フリードリヒ・フランツ鉄道

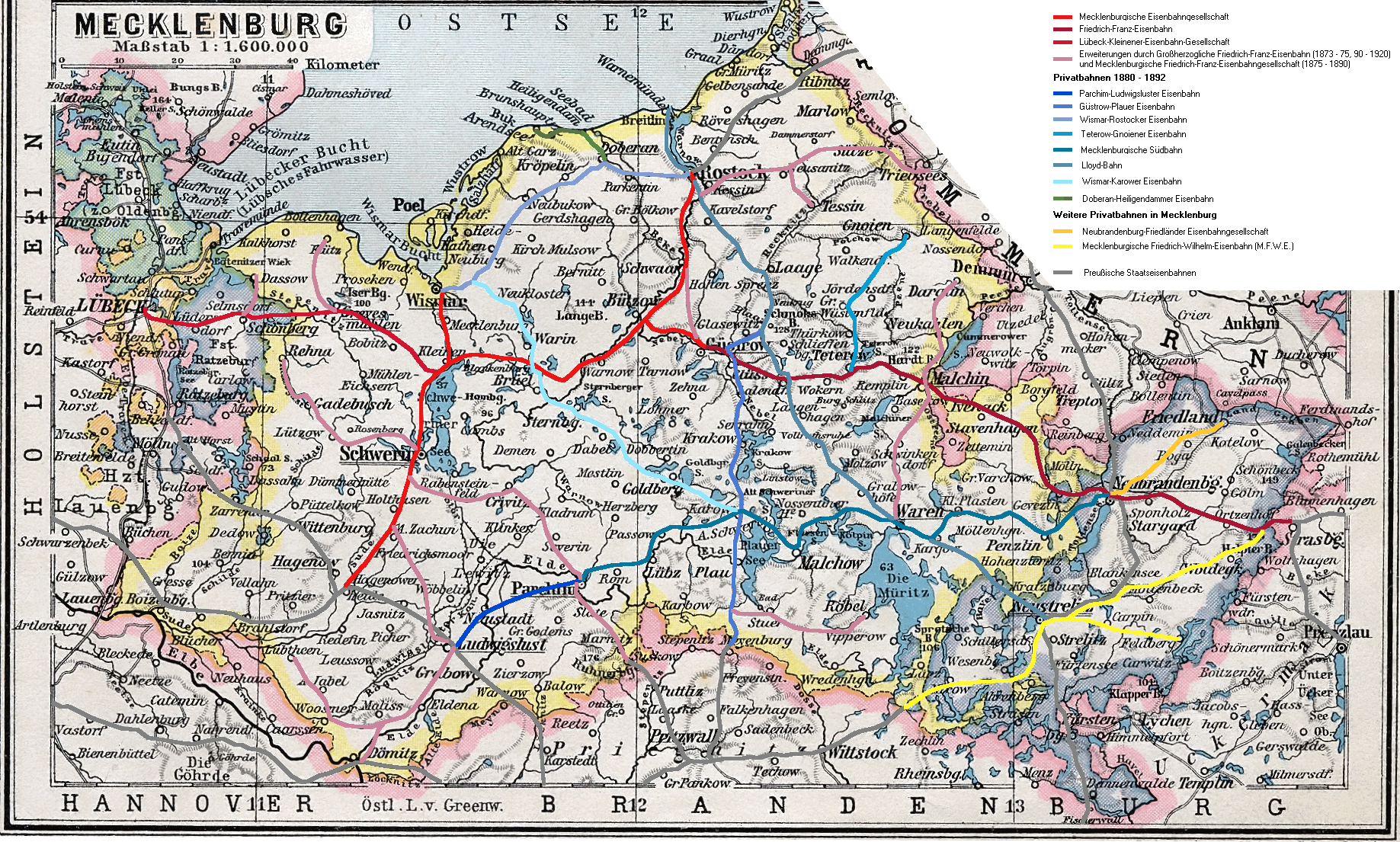
メクレンブルクの鉄道網

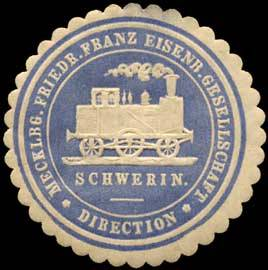
フリードリヒ・フランツ鉄道のロゴマーク

メクレンブルク大公国フリードリヒ・フランツ鉄道（メクレンブルクたいこうこくフリードリヒ・フランツてつどう、ドイツ語: Großherzoglich Mecklenburgische Friedrich-Franz-Eisenbahn、略称M.F.F.E）は、メクレンブルク＝シュヴェリーンおよびメクレンブルク＝シュトレーリッツの国有鉄道会社である。1890年の2回目の国有化から、邦有鉄道がドイツ国営鉄道に統合された1920年までの間、シュヴェリーンの大公国鉄道総局 (Großherzogliche General-Eisenbahndirection) の管理下に置かれていた。

## 背景

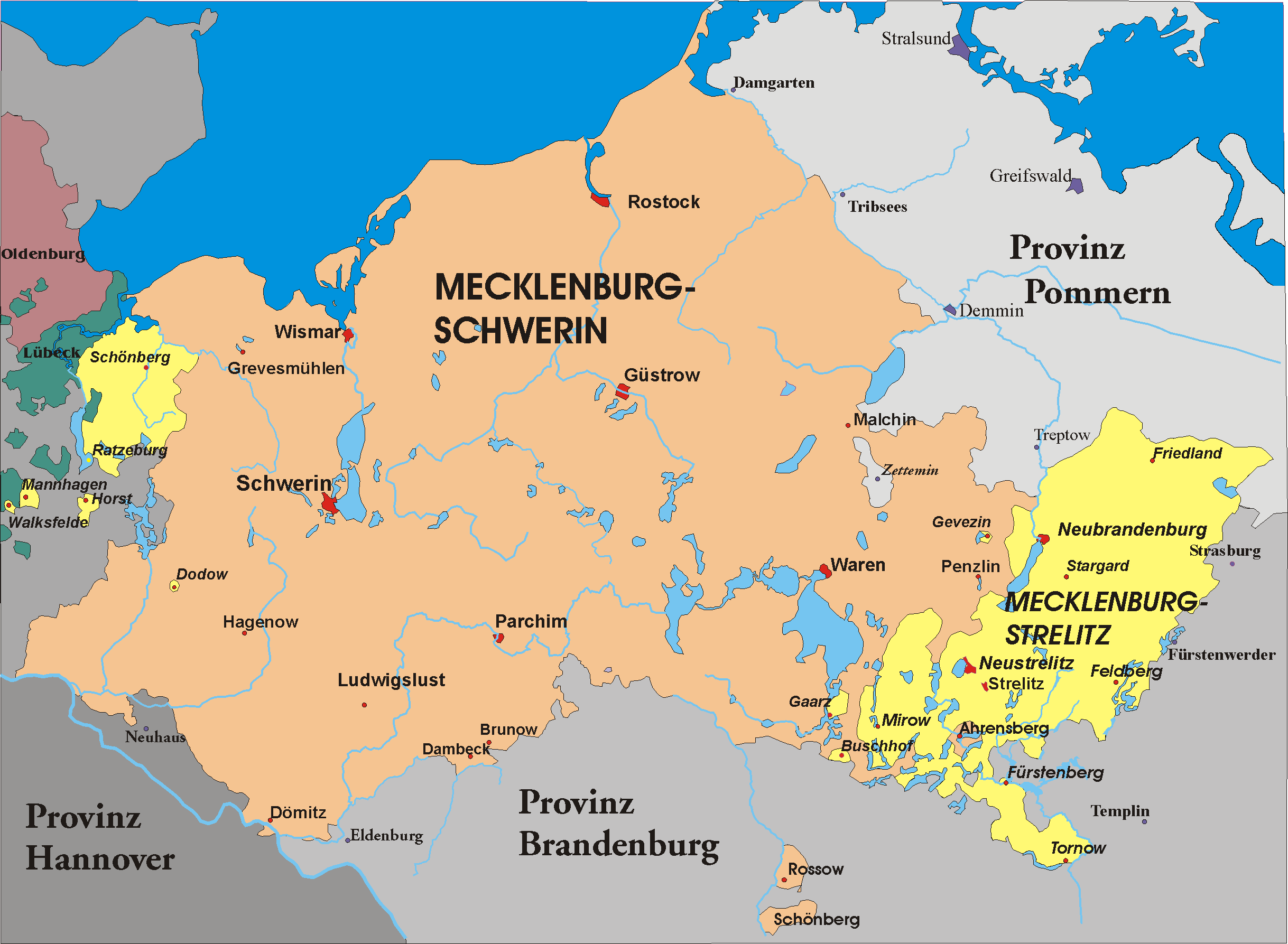
メクレンブルクの地図、1866年-1934年

メクレンブルクはドイツ北部の地方で、今日のメクレンブルク＝フォアポンメルン州の西側の大半を占める。大きな都市としては、ロストック、シュヴェリーン、ノイブランデンブルクなどがある。メクレンブルクの2つの公国、メクレンブルク＝シュヴェリーンとメクレンブルク＝シュトレーリッツは1815年に大公国に昇格し、その後第一次世界大戦の終結まで別個に存在していた。初期に存在していた私鉄は1890年までに国有化され、メクレンブルク大公国フリードリヒ・フランツ鉄道となった。

## 邦有鉄道となるまで

### メクレンブルク最初の鉄道
メクレンブルクで最初の鉄道路線は、プロイセン王国のベルリン-ハンブルク線で、1846年に開通した。これによりルートヴィヒスルストやハーゲノウ他、数か所に駅が設置された。1846年3月10日にメクレンブルク鉄道が、ハーゲノウからシュヴェリーンまでの路線、ヴィスマーへの路線、ビュッツォウを経由してロストックへの路線、ギュストロウへの支線の建設免許を得た。この路線は1850年5月13日に開通した。

### フリードリヒ・フランツ鉄道
メクレンブルク鉄道が路線を開通させたが、メクレンブルク＝シュトレーリッツと結ぶことになる東西方向の路線を欠いていた。
大きな投資を行える者がいなかったため、ギュストロウ - テーテロウ - マルヒーン - ノイブランデンブルク間の路線はメクレンブルク＝シュヴェリーン大公のフリードリヒ・フランツ2世が主導して国家の所有として建設された。この路線は1864年11月11日に、テーテロウ駅に両方のメクレンブルク大公を迎えて開通した。さらに1867年にはプロイセンとの国境にあるシュトラースブルクまでの鉄道の接続が完成した。この鉄道は本部をマルヒーンに置いていた。この路線をさらにリューベックまで延長するために、リューベック-クライネン鉄道が設立され、1865年12月20日にこの路線の建設免許を受けた。しかしこの建設は資金不足のため1868年以降中断されてしまった。政府がこの路線を1870年4月24日に買収し、1870年7月1日からクライネン - リューベック間の運行が開始された。リューベックには、フリードリヒ・フランツ鉄道は独自の貨物駅を置き、リューベック・メクレンブルク操車場と呼ばれた。旅客輸送に関しては、リューベック-ビューヒェン鉄道の駅を共同で使用した。

### 第一次国有化
鉄道の建設と運行を国家の管理の下に置こうと望んだことから、1873年にメクレンブルクの鉄道網の国有化が行われた。これはまた、ドイツ帝国宰相のオットー・フォン・ビスマルクが構想していた帝国鉄道が鉄道網を買収しようとしていたのに対して先手を打って、メクレンブルク政府が回避しようとしていたためでもあった。メクレンブルク鉄道の収益も買収のもう1つの理由であった。
1873年4月20日、政府はメクレンブルク鉄道を買収してフリードリヒ・フランツ鉄道と合併させ、メクレンブルク大公国フリードリヒ・フランツ鉄道とした。この鉄道の本部はマルヒーンから首都シュヴェリーンへ移転した。

### 再民営化
1875年にメクレンブルク大公国フリードリヒ・フランツ鉄道は民営化された。これはかつての鉄道の株主と政府の間の紛争が原因で、政府が鉄道買収資金の1000万ターラー（3000万マルク）を払えなかったためであった。この結果、1875年4月2日にメクレンブルク・フリードリヒ・フランツ鉄道会社 (Mecklenburgischen Friedrich-Franz-Eisenbahngesellschaft) が発足した。この私鉄は、1890年2月1日の第二次国有化まで存続した。この会社により、ヴァーレンとマルヒーンの間の路線が建設された。
1875年から1890年まで、多くの鉄道路線が私鉄によって建設された。
- パルヒム（ドイツ語版）-ルートヴィヒスルスト鉄道は、この2つの町を結ぶ鉄道を建設した。
- ギュストロウ-プラウ鉄道はプラーツ（ドイツ語版）からギュストロウを経由してプロイセン国境のマイエンブルク（ドイツ語版）までの路線を建設した。
- ヴィスマー-ロストック鉄道はこの2つの港町を直結する鉄道を建設した。
- グノイエン-テーテロウ鉄道はグノイエン（ドイツ語版）の町を鉄道網に結んだ。
- メクレンブルク南部鉄道はパルヒム、リュプツ（ドイツ語版）、ヴァーレン、ペンツリーン（ドイツ語版）、ノイブランデンブルクを結ぶ鉄道の建設を引き継いだ。
- ロイド鉄道は、ノイシュトレーリッツからヴァーレンを経由してロストックおよびヴァルネミュンデを結ぶ鉄道を建設した。
- ヴィスマー-カーロウ鉄道は、メクレンブルク南部鉄道とギュストロウ-プラウ鉄道が交差するカーロウ（ドイツ語版）までの路線を建設した。
- 最後に狭軌のドベラーン（ドイツ語版）-ハイリゲンダム鉄道が完成した。

## メクレンブルク大公国フリードリヒ・フランツ鉄道
1889年から1890年にかけての第二次国有化により、国内の鉄道の運営は大公国鉄道総局の管理下に置かれた。鉄道はそれ以降、メクレンブルク大公国フリードリヒ・フランツ鉄道と呼ばれるようになった。
1889年から1890年にかけて、存在していた9つの私鉄すべてが政府に買収された。規模が大きく利益が上がっていた会社の買収には少し時間がかかった。ロイド鉄道、パルヒム-ルートヴィヒスルスト鉄道、メクレンブルク南部鉄道の買収は1894年になった。
メクレンブルク大公国フリードリヒ・フランツ鉄道は国内の鉄道輸送を改善するために多くの新路線を建設した。メクレンブルクにおけるメクレンブルク大公国フリードリヒ・フランツ鉄道の路線は、1890年の1,013.2 kmから1908年の1,050.9 kmへ成長し、さらに隣接諸邦領内の部分を加えると1,148.55 kmとなった。
この時期に建設された路線は以下のようなものがある。
- ロストック-バート・ズュルツェ-トリープゼース間（フランツブルク南鉄道、トリープゼース-グリンメン-グライフスヴァルト線との連絡、1895年）
- シュヴェリーン-レーナ（1897年）
- グレーヴェスミューレン-クリューツ（1905年）
- シェーンベルク-ダッソウ（1905年）
- マルヒーン-ダルグーン（1907年）
- ハイリゲンダム-アーレントゼー（のちのキュールングスボルン西、1910年）

### バルト海上の鉄道連絡船
1903年には、1886年から運航されていたヴァルネミュンデとデンマークのニュクービン・ファルスタを結ぶ郵便蒸気船が、ヴァルネミュンデとゲサを結ぶ鉄道連絡船に置き換えられた。このためにメクレンブルク大公国フリードリヒ・フランツ鉄道は、ヴァルネミュンデに新しい駅と2つの連絡船用岸壁を建設した。この航路のために、「フリードリヒ・フランツ4世」「メクレンブルク」の2隻の連絡船が購入された。この航路はデンマーク国鉄との共同運航であった。この航路により、ベルリンとコペンハーゲンを直結する列車の運行が可能となった。

### 戦争・ドイツ革命・ドイツ国営鉄道
第一次世界大戦の勃発により、メクレンブルク大公国フリードリヒ・フランツ鉄道の最後の時代が始まった。鉄道の運行は戦争遂行を優先するようになった。鉄道職員も戦争に前例のない規模で召集された。鉄道の資材が他の鉄道にも提供され、鉄道の運行は軍の指揮の下に国や鉄道管理局の境界を越えて調整が行われた。
ドイツ革命と1918年11月13日の大公の退位の後、鉄道はメクレンブルク邦有鉄道（Mecklenburgische Landeseisenbahn）と改称された。そしてヴァイマル憲法の規定に基づき、1920年にドイツ国営鉄道に移管された。メクレンブルクにおけるドイツ国鉄の管理は、シュヴェリーン管理局が行うことになった。

## 機関車
メクレンブルクは機関車の購入を主に隣接する大国プロイセンに頼っていた。可能な限りプロイセンの設計の機関車が使用された。メクレンブルク独自の設計の機関車としては、支線における運行に使用されたタンク機関車であるXXI型がある。他のドイツ諸邦の鉄道とは対照的なことに、メクレンブルクでは急行用機関車を発注しなかった。ベルリンからヴァルネミュンデ、ゲッサーを経由してコペンハーゲンを結ぶ国際列車や、ロストックとハンブルクを結ぶ列車は、こうした目的には十分な最高速度100 km/hを出せるプロイセンのP8型が使用されていた。

## 名残
メクレンブルクのかつての鉄道の名残をとどめるものは少ない。シュヴェリーンには、大公国鉄道総局が入居し、その後は廃止されるまでドイツ国鉄のシュヴェリーン管理局が置かれていた建物が残っている。路線にはメクレンブルク大公国フリードリヒ・フランツ鉄道の特徴を持った勾配票が中央にいくらか残っている。またまだ使用されている古い駅舎がテーテロウ、マルヒーン、シュターヴェンハーゲンなどにある。キュールングスボルン西駅にあるモリ博物館にも展示物がある。